# Мера электрического сопротивления

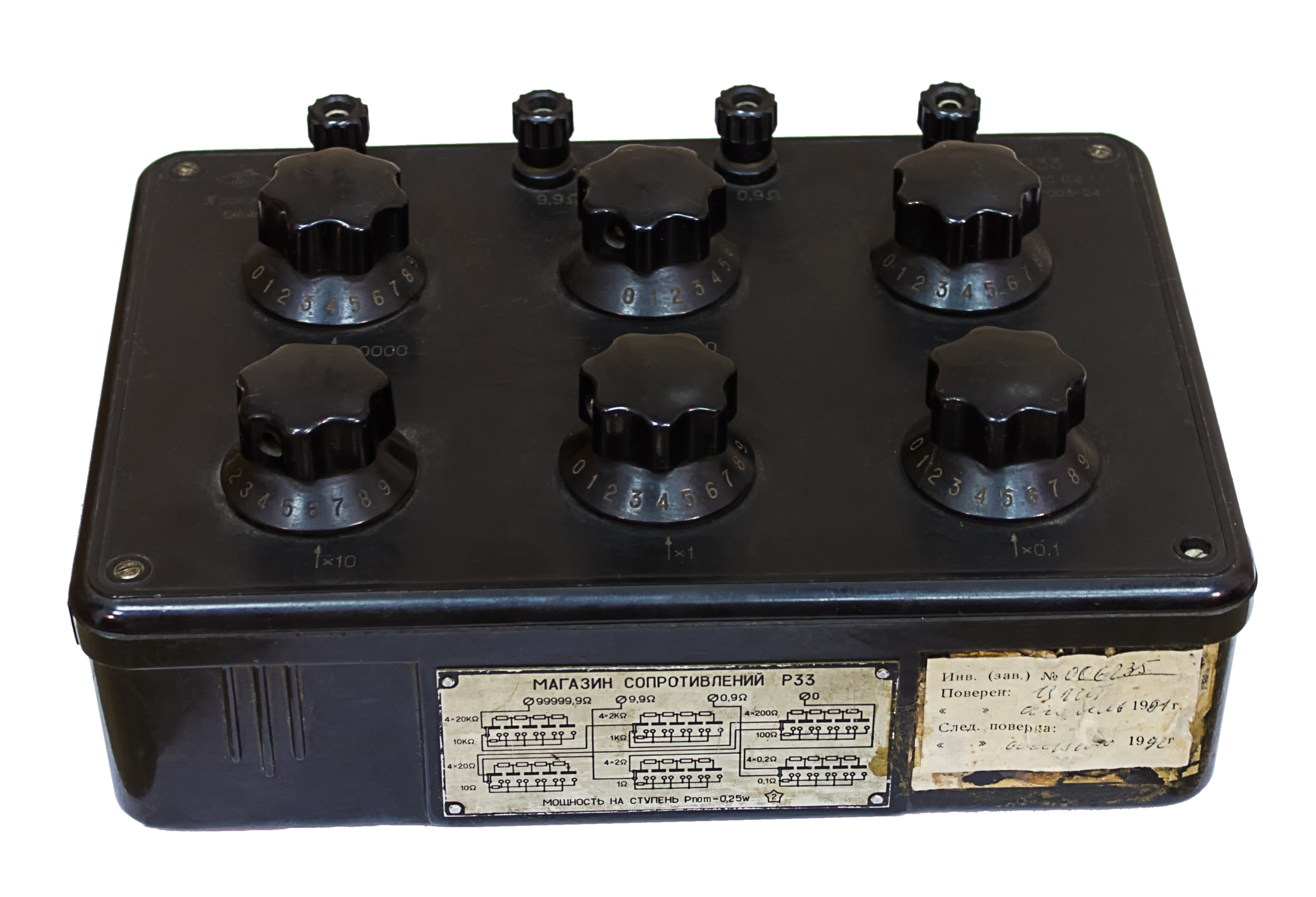
Магазин сопротивлений Р-33, к.т. 0,2/6×10^{6}, 6 декад, от 0,1 до 99999,9 Ом.

Мера электрического сопротивления — образцовые резисторы, специально сконструированные и изготовленные для использования в качестве мер электрического сопротивления. Основные разновидности — катушки сопротивления и магазины сопротивлений.

## Определение
Мерами электрического сопротивления называют образцовые резисторы, если они для этой цели сконструированы, изготовлены и прошли государственную поверку.
Подразделяются на 2 группы:
- меры электрического сопротивления однозначные (ОМЭС) — катушки сопротивления;
- меры электрического сопротивления многозначные (ММЭС) — магазины сопротивлений.

Диапазон значений сопротивления, воспроизводимых с помощью:
- катушки сопротивления — от 10−4 до 1012 Ом
- магазины сопротивлений — для одной ступени декады от 10−4 до 1012 Ом[2]

## История

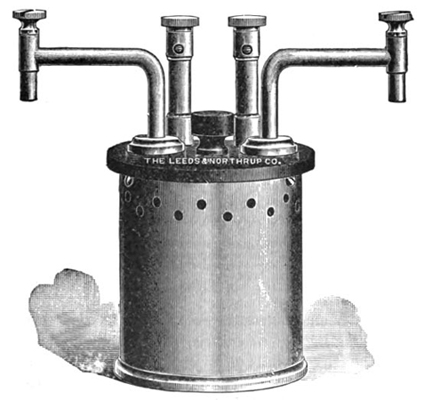
Однозначная мера сопротивления с номиналом 1 Ом

История мер сопротивления в XIX столетии тесно связана с развитием единиц измерения сопротивления
В 1843 Чарльз Уитстон предложил устройство для измерения сопротивления — измерительный мост, известный также как мост Уитстона. Для быстрого и удобного уравновешивания моста Уитстон сконструировал 3 типа реостатов, один из которых по конструкции напоминал магазины сопротивлений, который в 1860 улучшил и широко распространил Вернер фон Сименс. По некоторым источникам, Уитстон не использовал переменные резисторы для уравновешивания моста, а первый мост с регулируемым плечом был сконструирован Вернером Сименсом в 1847 году
В 1848 году Борис Якоби предложил собственную единицу измерения сопротивления и изготовил эталоны из медной проволоки однородного сечения длиной 25 футов (7,61975 м) и весом 345 гран (22,4932 г). Эталоны представляли собой катушки с проволокой, залитые изолирующим составом и помещённые в деревянные ящики. Копии своего эталона Якоби послал И. Х. Поггендорфу, который изготовил ряд копий эталона Якоби и разослал их наиболее выдающимся физикам Европы.
В 1857 году Якоби демонстрировал устройство, содержащее 3 группы по 11 одинаковых катушек серебряной проволоки толщиной 0,07 дюйма в общем деревянном корпусе. Катушки первой группы несли 4 дюйма проволоки, второй — 40 а третьей — 400.
До начала 1900-х годов для изготовления катушек мер сопротивлений применялся преимущественно нейзильбер благодаря своему высокому удельному сопротивлению. Стабильность сопротивления во времени и ТКС оставляли желать лучшего и с появлением альтернатив от использования сплава отказались. В последнем десятилетии XIX века наряду с нейзильбером широко применялся платиноид — сходный по составу сплав, дополненный вольфрамом (Cu — 60 %, Ni — 14 %, Zn — 24 %, W 1 — 2 %), более стабильный и с меньшим ТКС. С середины 1890-х годов для изготовления катушек начинают применять константан и манганин. Последний удовлетворял большинству требований к материалам для изготовления образцовых сопротивлений: высокое удельное сопротивление, низкий ТКС, малая термоЭДС в паре с медью. Чувствительность к влажности воздуха и атмосферным коррозионным агентам компенсировалась изоляцией проволоки шеллаком.

## Устройство и классификация
Магазин сопротивлений со штепсельной системой коммутации
Меры сопротивления изготавливаются обычно из манганина, поскольку он:
- имеет большое удельное электрическое сопротивление — 0,43-0,48·10−6 Ом·м;
- очень малый температурный коэффициент — порядка 1·10−5 К−1;
- малую термоЭДС в паре с медью.

При этом в зависимости от сопротивления обычно используют:
- от 10−4 до 10−2 Ом — листовой манганин для сопротивлений;
- от 10−2 до 102 Ом — манганиновую проволоку, намотанная бифилярно;
- от 103 до 105 Ом — манганиновую проволоку, намотанную по Шаперону;
- свыше 107 Ом — манганиновый микропровод в стеклянной изоляции[8].

Высокостабильные меры могут быть изготовлены также из нихрома.

### Однозначные меры
На металлический или фарфоровый каркас наматывается обмотка из манганиновой проволоки, концы которой припаиваются к зажимам. Каркас катушки крепится к корпусу с отверстиями для лучшего охлаждения обмотки. Меры с номинальным сопротивлением 105 Ом и более имеют электростатический экран, роль которого, как правило, выполняет корпус устройства. В некоторых конструкциях корпус заполняется трансформаторным маслом, керосином или силиконовыми маслами, что повышает влагостойкость изоляции и улучшает условия теплоотдачи обмотки. Ранние меры, применявшиеся для измерения больших токов (до 1000 А), могли иметь устройства для перемешивания заполняющей жидкости и змеевик для принудительной циркуляции охлаждающей воды.
Для контроля температуры катушки предусматривается гнездо для установки термометра. Катушки снабжаются четырьмя зажимами, два из которых называются токовыми и предназначены для включения образцовой катушки в цепь тока, два других называются потенциальными. Потенциальные зажимы предназначены для измерения падения напряжения на сопротивлении катушки. Образцовые резисторы из манганина могут быть нагружены в воздухе до 1 Вт, а в масляной ванне — до 4 Вт.

### Многозначные меры

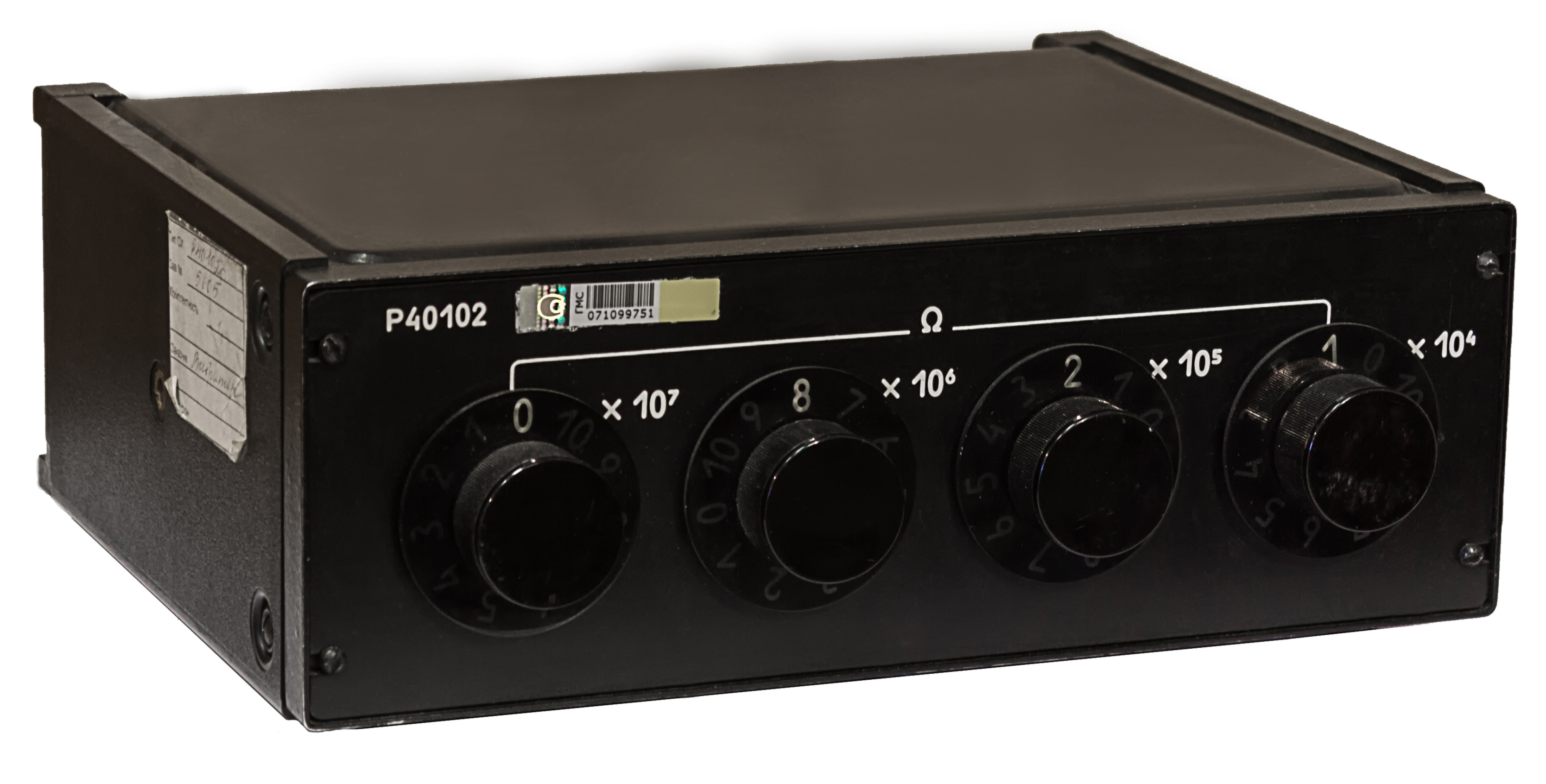
Магазин сопротивлений Р40102 к.т. 0,02, 4 декады, от 10^{4} до 10^{7} Ом

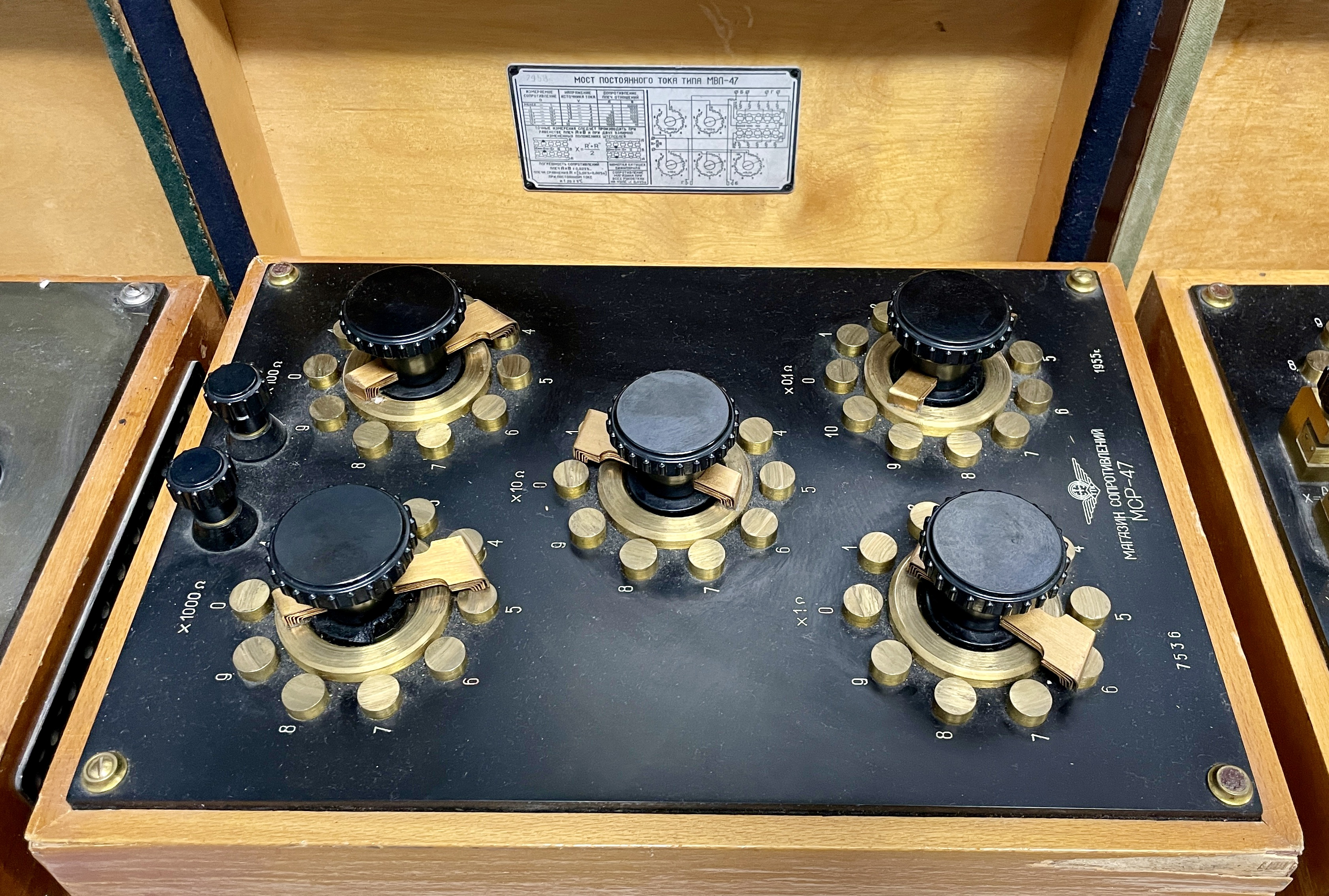
Магазин сопротивлений МСР-47 в Музее энергетики Урала, 5 декад, 0,1—10000 Ом

#### Классификация
По числу декад:
- однодекадные;
- многодекадные.

По конструкции коммутирующей системы:
- штепсельные — меры соединяются с помощью конических латунных стержней (штепселей) которые вставляют в гнёзда металлических пластин, соединённых с мерами. Контактное сопротивление при хорошем состоянии поверхности и достаточном нажатии равно примерно 1х10−4 Ом; при загрязнении поверхности и слабом нажатии сопротивление контакта может увеличиться в сотни раз, вследствие этого могут возникнуть значительные погрешности. Старейший тип коммутационной системы.
- вилочные — меры соединяются с помощью двухштырьковой вилки, вставляемой в гнёзда наборной доски;
- рычажные — меры соединяются с помощью многопластинчатых щёток из фосфористой бронзы, скользящих по латунным контактам. Благодаря тому, что ширина щёток превышает зазор между контактами, это единственный тип коммутирующей системы, обеспечивающий переключение без разрыва цепи.
- электронные — коммутация осуществляется с помощью низкотемпературных прецизионных реле, управляемых микроконтроллером. Такой магазин требует для своей работы источник электропитания (от сети или аккумуляторная батарея).

В СССР в Российской Федерации к концу XX века штепсельные и вилочные магазины были совершенно вытеснены рычажными, но такие устройства присутствуют в ассортименте зарубежных производителей.

## Применение
В настоящее время меры сопротивлений применяются для:
- поверки и калибровки омметров и мегомметров;
- поверки и калибровки вторичных приборов, предназначенных для работы с термометрами сопротивления.

## Основные нормируемые характеристики
В соответствии с действующим в настоящее время на территории России ГОСТ 23737-79 «Меры электрического сопротивления. Общие технические условия» нормируются следующие характеристики:
1. для всех видов мер сопротивления
  1. допускаемое отклонение действительного значения сопротивления от номинального (класс точности);
  2. допускаемое изменение сопротивления в процентах за год (нестабильность);
  3. предел допускаемой дополнительной погрешности, вызванной изменением температуры окружающего воздуха (среды) (в диапазоне между верхней точкой диапазона нормальных условий применения и точкой в пределах диапазона рабочих условий применения соответствующей максимальному сопротивлению);
  4. предельное значение мощности рассеивания и допустимое время её воздействия (необратимые изменения сопротивления после такого воздействия не должны превышать установленного предела, выраженного в долях от основной погрешности)
  5. предел допускаемой дополнительной погрешности при изменении мощности рассеивания (в пределах от номинальной до любого значения не превышающего максимальную мощность);
  6. значение термоконтактной ЭДС для многозначных мер с сопротивлением ступени старшей декады 104 Ом и менее и однозначных мер номинальным сопротивлением менее 104 Ом;
2. для мер сопротивления предназначенных для использования на переменном токе
  1. предельные значения постоянной времени
  2. верхний предел частотного диапазона в кГц
  3. начальная индуктивность и индуктивность при включении сопротивления не более 1 Ома (включая начальную индуктивность) для многозначных мер с сопротивлением декады 100 Ом и менее.
  4. предел допускаемой дополнительной погрешности вызванной изменением частоты (от нуля до верхнего предела частотного диапазона)
3. только для рычажных ММЭС с сопротивлением старшей декады 104 Ом и менее
  1. среднее значение начального сопротивления (то есть сопротивление при установке всех декадных переключателей на нулевые показания);
  2. вариация начального сопротивления, вызванная изменением переходных сопротивлений контактов переключающих устройств

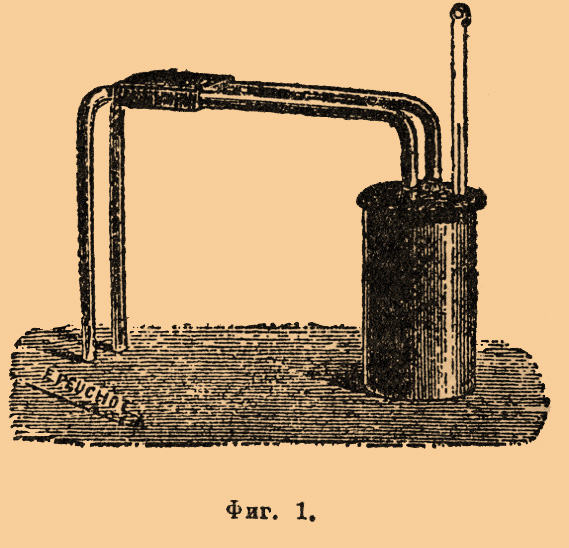
Эталон сопротивления

Для быстрого и надёжного включения в цепь однозначных образцовых сопротивлений выводы последних делали из толстых медных брусков, концы которых загибались вниз (как показано на рисунке) и помещались в чашечки с ртутью. В эти же чашки опускались концы проводников, к которым требовалось присоединить образцовую катушку. Впоследствии от этого способа отказались по причине высокой токсичности ртути.

## Нормативно-техническая документация
- ГОСТ 23737-79 «Меры электрического сопротивления. Общие технические условия»
- ГОСТ 8.237-2003 «Государственная система обеспечения единства измерений. Меры электрического сопротивления однозначные. Методика поверки»
- МИ 1695-87 «Меры электрического сопротивления многозначные, применяемые в цепях постоянного тока. Методика поверки.»